# Iwan Kuzniecow (lotnik)
Iwan Michajłowicz Kuzniecow (ros. Иван Михайлович Кузнецов, ur. 2 czerwca?/15 czerwca 1916 we wsi Ukrainka w obwodzie samarskim, zm. 11 grudnia 1991 we wsi Kiricy w obwodzie riazańskim) – radziecki lotnik wojskowy, major, Bohater Związku Radzieckiego (1946).

## Życiorys
Urodził się w rodzinie chłopskiej. Ukończył szkołę średnią i szkołę uniwersytetu fabryczno-zawodowego, później pracował jako ślusarz i uczył się w aeroklubie. W 1937 został powołany do armii, w 1938 ukończył Odeską Szkołę Wyższego Pilotażu, a w 1943 kursy zastępców dowódców eskadr, w lipcu-sierpniu 1941 uczestniczył w wojnie z Niemcami na Froncie Południowo-Zachodnim, wykonując 70 lotów bojowych. W czerwcu 1944 wrócił na front, walcząc na 1 Froncie Nadbałtyckim i 2 Białoruskim w składzie 593, potem 594 pułku 332 dywizji lotnictwa szturmowego. Na 1 Froncie Nadbałtyckim w składzie 3 Armii Powietrznej brał udział w operacji witebsko-orszańskiej (23–28 czerwca 1944), połockiej (29 czerwca – 4 lipca 1944) i szawelskiej (5–31 lipca 1944), następnie operacji ryskiej (14 września – 22 października 1944). Na 2 Froncie Białoruskim w składzie 4 Armii Powietrznej uczestniczył w operacji mławsko-elbląskiej (14–26 stycznia 1945), pomorskiej (10 lutego – 4 kwietnia 1945) i berlińskiej (16 kwietnia – 8 maja 1945) jako dowódca eskadry w stopniu kapitana. Wykonał 102 loty bojowe samolotem Ił-2, bombardując wojska i technikę bojową wroga, w powietrznej walce strącił 1 samolot wroga. Atakował cele wroga m.in. w rejonie Grudziądza (12 marca 1945). W 1946 został zwolniony do rezerwy w stopniu majora.

## Odznaczenia
- Złota Gwiazda Bohatera Związku Radzieckiego (15 maja 1946)
- Order Lenina (15 maja 1946)
- Order Czerwonego Sztandaru (dwukrotnie - 20 lipca 1944 i 30 marca 1945)
- Order Aleksandra Newskiego (30 kwietnia 1945)
- Order Wojny Ojczyźnianej I klasy (dwukrotnie - 3 września 1944 i 11 marca 1985)
- Medal 100-lecia urodzin Lenina
- Medal „Za zwycięstwo nad Niemcami w Wielkiej Wojnie Ojczyźnianej 1941–1945”
- Medal za Odrę, Nysę, Bałtyk (Polska Ludowa)
- Brązowy Medal Zasłużonym na Polu Chwały (Polska Ludowa)

I inne.